# ガルベストン (軽巡洋艦)
ガルベストン (USS Galveston, CL-93/CLG-3) は、アメリカ海軍の軽巡洋艦。クリーブランド級軽巡洋艦の22番艦。後にミサイル巡洋艦に改装され、ガルベストン級ミサイル巡洋艦の1番艦となる。艦名はテキサス州ガルベストンに因む。

## 艦歴

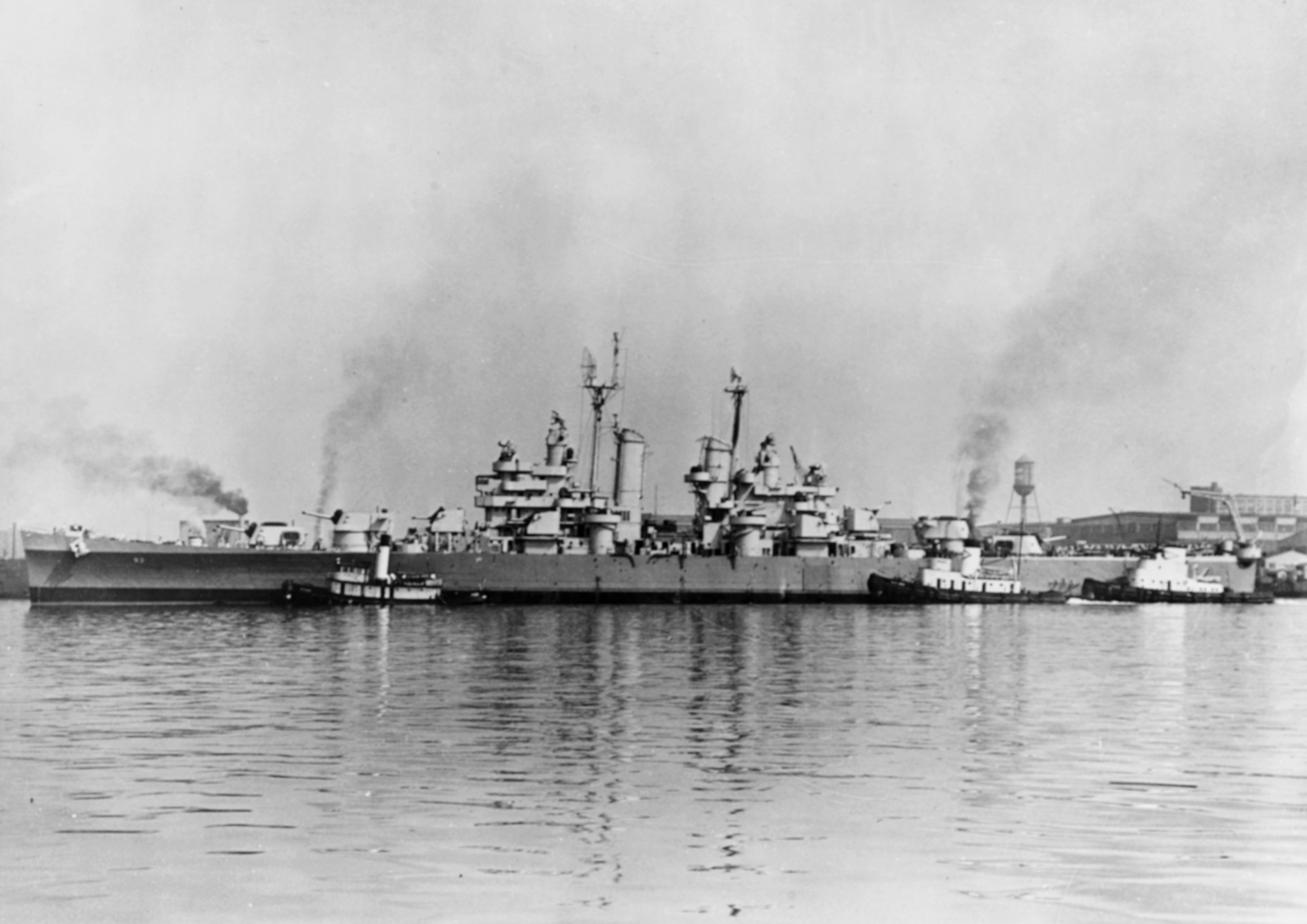
改造前の「ガルベストン」（1946年、クランプ造船所）

「ガルベストン」はペンシルベニア州フィラデルフィアのウィリアム・クランプ・アンド・サンズ社で起工し、1945年4月22日にクラーク・ウォーレス・トンプソン夫人により進水する。1946年6月24日、ほぼ竣工に近い状態で建造が保留され、船体は大西洋予備役艦隊フィラデルフィア・グループで保管される。
1956年2月4日に CL-93 （軽巡洋艦）に艦種指定され、1957年5月23日に CLG-3 （ミサイル巡洋艦）に艦種変更される。1958年5月28日にJ. B. コルウェル艦長の指揮下で就役する。

### 1958 - 1960年
ミサイル巡洋艦として就役した「ガルベストン」は1958年6月30日にフィラデルフィアを出航し、バージニア岬海域で建造所による公試が行われた。公試ではタロスミサイルの発射試験も行われ、成功裏に終了した。タロスミサイルは3,000ポンド (1,400 kg) の重量で40,000馬力 (30 MW) のラムジェットエンジンにより超音速で飛行し、その射程は65マイル (105 km) にも及び、高空で敵機を破壊するように設計された。弾頭は通常弾頭と核弾頭を搭載することができた。「ガルベストン」は1958年をノーフォーク海域での作戦活動で終えた。
「ガルベストン」は西インド諸島海域で訓練、評価試験を行うために1959年1月16日にプエルトリコのサンフアンに到着した。2月24日、初の洋上におけるタロスミサイル発射実験に成功した。3月17日にノーフォークへ向かい、フィラデルフィア海軍造船所での公試期間を終えた。
7月、「ガルベストン」はバージニア岬沖で慣熟訓練を行い、その後キューバ沖で再度訓練航海を行い、空軍との合同演習でレーダーと通信機器の試験を行った。1960年1月4日、サウスカロライナ州チャールストン訪問とフロリダ沖、プエルトリコ、ヴァージン諸島での作戦活動のためノーフォークを出港した。任務終了後、艦名の由来となったガルベストン訪問へ向かい、2月16日に到着した。ノーフォークに帰港後、バハマ沖で受ける衝撃試験に備えて弾薬を下ろし、3月25日にフィラデルフィア海軍造船所に入り、秋まで入渠した。入渠期間中、「ガルベストン」を30,000人の見学者が訪れた。10月24日、バージニア岬沖で海上でのミサイル補給作業のテストを行い、成功させた。

### 1961年
1961年1月6日、「ガルベストン」はフロリダ州ジャクソンビル、プエルトリコ、ヴァージン諸島沖で行われる、アメリカ海軍兵器局によるタロスIVミサイルの性能と発展性の検証を含む技術評価試験のためノーフォークを出港した。一連の試験が3月1日に終了すると、追加の訓練と試験のためグアンタナモ湾へ向かった。4月9日にノーフォークへ戻るが、すぐにジャクソンビルへ向かい、5月8日から実用試験実施機関による複数回のタロス発射を含む大規模なミサイルシステムの試験任務に参加した。テストでは同時発射した2発のミサイルを標的に命中させ、また飛翔距離の記録を更新してシステムの有用性を証明した。「ガルベストン」は5月にケープ・カナベラルで行われた軍の式典に参加し、17,000人の来場者を楽しませた。7月24日にはカリブ海での試験航海を終えるとニュージャージー州ベイヨンを訪れ、オーバーホールに備えてミサイル火器管制レーダーを取り外された。8月30日からフィラデルフィア海軍造船所でオーバーホールに入り、タロスミサイルの火器管制システムが更新された。

### 1962 - 1964年
1962年7月23日、オーバーホールを終えた「ガルベストン」はフィラデルフィアを出港し、パナマ運河を通過してカリフォルニア州サンディエゴに向かい、8月24日に太平洋艦隊麾下の第9巡洋・駆逐艦隊に合流した。サンディエゴ寄港中も「ガルベストン」はタロスのテストを続けた。弾頭を外した状態で発射されたタロスは標的の旧式護衛駆逐艦の甲板に直撃し、船体を貫通した。「ガルベストン」は艦隊旗艦として西太平洋へ向かうまで、西海岸で活動した。その後の半年間は第7艦隊とともに極東の日本、台湾、沖縄で活動した。1964年4月15日にサンディエゴへ戻り、西海岸での訓練を再開した。

### 1965年
1964年10月～1965年2月まで4か月間のオーバーホール後、「ガルベストン」は6月4日に南ベトナム沖での作戦に参加するためサンディエゴを出港した。6月21日にフィリピンのスービック湾に接岸し、南シナ海の第7艦隊に合流すべく出港した。その後の5か月間、タイランド湾からトンキン湾までの東南アジア海域を航行し、チュライとヴントゥオン半島での索敵・掃討作戦では艦砲による支援射撃を行った。さらに南シナ海では第7艦隊の空母の護衛を担当し、トンキン湾では友軍機の捜索・救助活動を行った。12月2日にフィリピンを離れ、12月18日にサンディエゴへ帰還した。

### 1966 - 1967年
「ガルベストン」は1966年1月初めに活動を再開し、サンディエゴからハワイ諸島、カリフォルニア沿岸の海域で行動した。7月31日～11月4日まで近代化オーバーホールを受けた後、年内は訓練に従事した。1967年初めにサンディエゴから東海岸へ向かい、大西洋艦隊に所属し、年内の大半を大西洋と地中海で任務に就いた。

### 1968 - 1969年
1968年10月19日、「ガルベストン」はカリフォルニア州シール・ビーチを出港し、最後の極東遠征に向かった。戦艦「ニュージャージー (USS New Jersey, BB-62)」と交代で北部のヤンキー・ステーションと南部のダナン地域の砲撃を担当し、9日間の任務中にその6インチ砲と5インチ砲から計3,500発の砲弾を発射した。1969年2月2日、「ガルベストン」はサンディエゴに戻った。1970年に退役し、サンディエゴの太平洋予備艦隊施設に係留され、1975年にナショナル・メタル&スチール社にスクラップとして売却された。

## 挿話
1986年の映画『トップガン』の劇中でトム・クルーズ演じる主人公が着用していたフライトジャケット背中のエンブレムは、1963年～1964年かけて極東遠征に参加した「ガルベストン」のものである。元海軍中佐のマイケル・ダームはこれは米海軍初の戦闘機教官を務め、当時「ガルベストン」に乗艦していた唯一のパイロット経験者であるハリー・J・ポストに由来するのではないかと推測している。